# 佩特羅韋河
佩特羅韋河（西班牙語：Río Petrohué）是智利的河流，位於該國中部，由湖大區負責管轄，發源自托多斯洛斯桑托斯湖，河道全長36公里，集水區面積2,868平方公里，平均流量每秒278立方米。